# 西五十沢村
西五十沢村（にしいかさわむら）は、かつて新潟県南魚沼郡にあった村。

## 沿革
- 1889年（明治22年）4月1日 - 町村制施行に伴い南魚沼郡二日町村、津久野村、津久野下新田、津久野上新田、岩崎村、宮村下新田、宮村、深沢村が合併し、西五十沢村が発足。
- 1901年（明治34年）11月1日 - 南魚沼郡東五十沢村、南五十沢村と合併し、五十沢村となり消滅。